# Honda Variable Intake-EXhaust Control System
H-VIX staat voor: Honda Variable Intake-EXhaust Control System. 
Dit is een elektronische klep in het luchtfilterhuis van Honda motorfietsen die bij het toenemen van het toerental steeds verder geopend wordt. Tevens wordt de diameter van de uitlaatkanalen aangepast. Hierdoor wordt een betere vermogensafgifte in het lage- en middentoerengebied bereikt. Voor het eerst toegepast op de CBR 900 RR Fire Blade in 2000. 